# Hondecoeterstraat 12

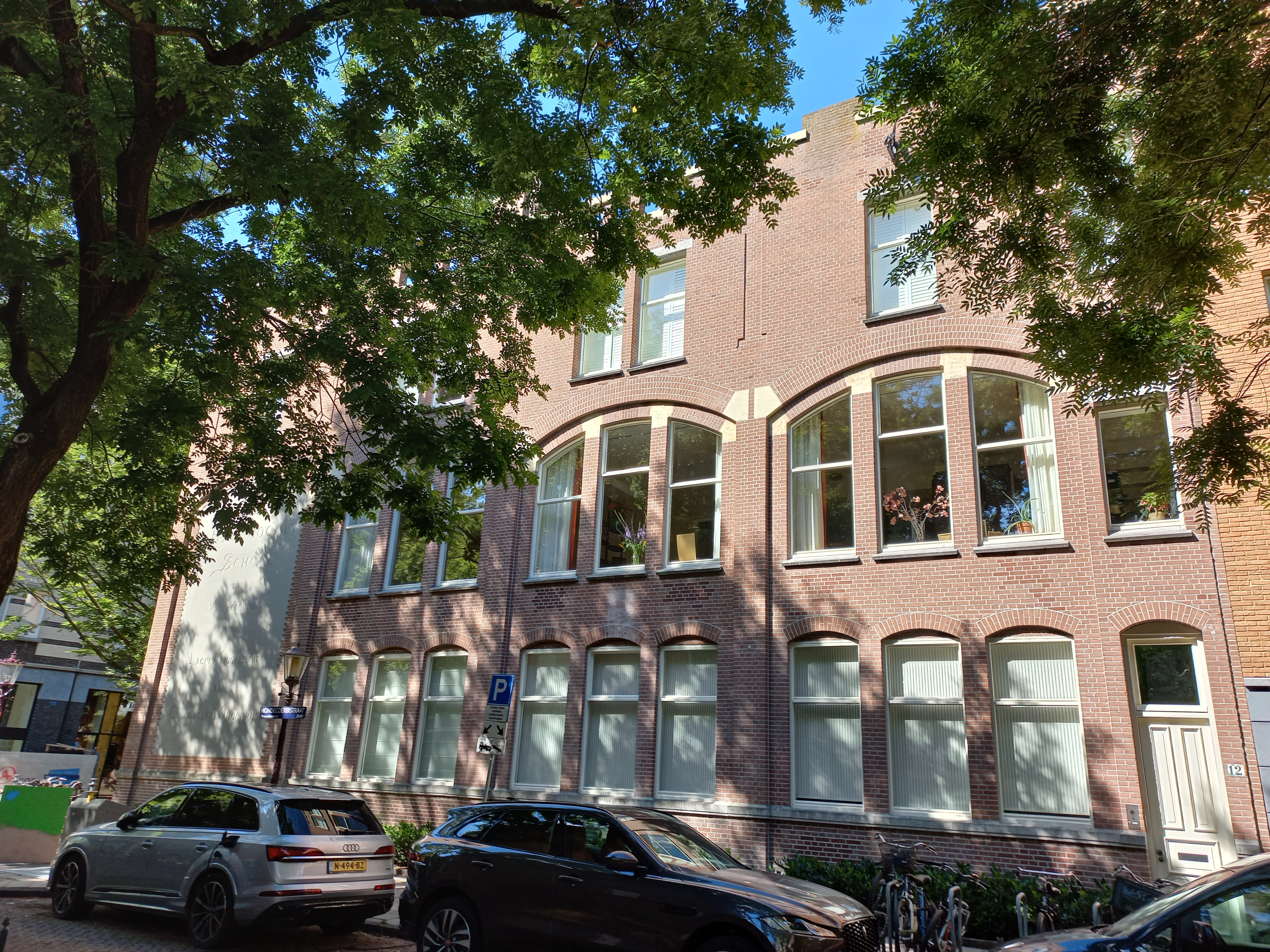
Gebouw Hondecoeterstraat 12, Amsterdam (juli 2022)

Hondecoeterstraat 12 te Amsterdam is een gebouw op de hoek van de Hondecoeterstraat en Nicolaas Maesstraat in het Museumkwartier.  

## Geschiedenis
Dat hoekpand werd gebouwd voor het onderbrengen van de "Jod. Hagedoorn school". Het was een particuliere school (niet gesubsidieerd) tot voorbereiding voor lager, middelbaar en gymnasiaal onderwijs. De school kwam vanaf seizoen 1904-1905 vanaf de Achtergracht 11. De ontwerper was de bouwkundig Cornelis Everard Dekker (1869); de bestektekening is gedateerd juni 1903. 
  De school stond toen net als het bedrijfsgebouw Hondecoeterstraat 14 aan de rand van de bebouwing. Jodocus Hagedoorn (1858-1926) promootte dat tijdens onderwijs spelen net zo belangrijk was als het leren zelf. Daartoe werd op het polderveldje achter de school gespeeld, totdat in 1906 er een echt speelveldje kwam met omheining en nieuwe aanplant. In 1931 vertrok de school naar de Anthony van Dijckstraat. De "NV Schoolvereeniging Haagedoorn" werd tijdens de Tweede Wereldoorlog opgeheven wegens gebrek aan belangstelling en geld (ouders moesten aandelen kopen in de Naamloze Vennootschap), alhoewel de NV nog een aantal jaren bestond.

## Andere bestemming
In 1932 was de Hagedoornschool vertrokken; nieuwe gebruiker was toen de Academie voor Lichamelijke Opvoeding, in 1925 gestart voor opleidingen tot gymleraar etc. Daartoe moesten er diverse verbouwing verricht worden. Zo werd het gymlokaal gemoderniseerd en voorzien van kleedkamers en douches. De academie was hier tot in de jaren zestig gevestigd. In 1968 vond er een nieuwe verbouwing plaats; het werd omgebouwd tot een grote Finse sauna. De bedrijfsvoering was in handen van "fysiotherapeutisch Instituut Leffelaar", om de hoek gevestigd aan de De Lairessestraat. De Viking Finse Sauna had weer meer behoefte aan licht in de zalen. Het was toen één van de vijf grote sauna’s in de stad. Deze sauna hield het tot circa 2000 vol. 

## Herontwikkeling
Vanaf 2000 vond er wederom een grote verbouwing plaats. De sauna werd omgebouwd tot stadspaleis. Het werd een woning met “wellnessruimte met zwembad, Turks stoombad en sauna”. Het was volgens het blad Quote in december 2010 een topper binnen de te koop staande gebouwen in Amsterdam-Zuid. Een deel van het gebouw wordt in 2022 gebruikt voor een kantoor van Greenwheels als ook een kantoor van Stichting Melk voor Elk.

## Reliëf
In de gevel aan de Hondecoeterstraat werd één groot raam blind gehouden, vermoedelijk ter ontwijking van de zogenaamde glasbelasting. Daar was (volgens diezelfde bestektekening) een reliëf aangebracht met een lettertype met zwiepstaarten, die lijken op de art nouveau. De tekst luidt: 
Hagedoorn School tot Voorbereiding voor Lager Middelbaar en Gymnasiaal Onderwijs
Het reliëf werd door zowel de Academie als de Sauna achter hun reclameborden verstopt. Na de verbouwing in 2000 kwam na het verwijderen van de saunareclame het reliëf weer tevoorschijn en als zodanig gerestaureerd.